# The Mammillaria Handbook
The Mammillaria Handbook (abreviado Mammillaria Handb.) es un libro con ilustraciones y descripciones botánicas que fue escrito por el odontólogo, botánico estadounidense; Robert T. Craig. Fue publicado en el año 1945, con el nombre de  The Mammillaria handbook: with descriptions, illustrations, and key to the species of the genus Mammillaria of the Cactaceae.